# アンゴラ民族解放戦線
アンゴラ民族解放戦線（アンゴラみんぞくかいほうせんせん、葡：Frente Nacional de Libertação de Angola, 英：National Liberation Front of Angola, 略称：FNLA）は、アンゴラの武装組織、政党。1962年4月、ポルトガルからのアンゴラ独立を目指して創設された組織のひとつである。創設者はホールデン・ロベルト。外相にジョナス・サヴィンビが指名された。1992年に政党として再編・改組された。1992年総選挙では、得票率2.4パーセントで国民議会に5議席を獲得した。

## 歴史
アンゴラ民族解放戦線の前身は、1956年にコンゴ族を中心に、コンゴ王国の復興を目的に結成されたアンゴラ北部人民同盟(UPNA)である。UPNAはアンゴラ人民同盟(UPA)と改名した後、1961年2月4日にアンゴラ解放人民運動（MPLA）がルアンダの刑務所を襲撃してアンゴラ独立戦争が始まると、翌3月にアンゴラ北部で武装蜂起し、白人や混血者（ムラート）、読み書きのできる黒人を無差別に虐殺した。
蜂起の結果、UPAはアンゴラから逃れ、ザイールのモブツとアメリカ合衆国の支持を得てコンゴ民主共和国(後のザイール)のレオポルドヴィル（現キンシャサ）に拠点を移した。UPAはレオポルドヴィルで他の組織と合併し、アンゴラ民族解放戦線（FNLA）として再編され、同地に亡命アンゴラ政府を樹立した。一方、1961年2月の蜂起失敗後、MPLAもレオポルドヴィルに逃れていたが、レオポルドヴィルで両組織の統一を訴えたMPLAはFNLAによって壊滅させられそうになった。そのため、MPLAは1963年中にレオポルドヴィルを退去し、コンゴ共和国（旧フランス領コンゴ）のブラザヴィルに本部を移転した。
FNLAはコンゴ族を優遇した部族主義的な体質が強かったため、1964年7月に部族主義に反対していたFNLA外相のジョナス・サヴィンビが離反した。サヴィンビは1966年3月に出身部族のオヴィンブンドゥ族を中心にアンゴラ全面独立民族同盟（UNITA）を結成した。しかし、各地でポルトガル植民地政府と激戦を繰り広げていたMPLAとは対照的に、FNLAはザイールとの国境地帯で兵力を固め、ポルトガル軍との直接的な戦闘を避ける傾向にあったと言われている（FNLAの分派であったUNITAに至っては、ほとんど植民地政府と戦火を交えることが無かった）。

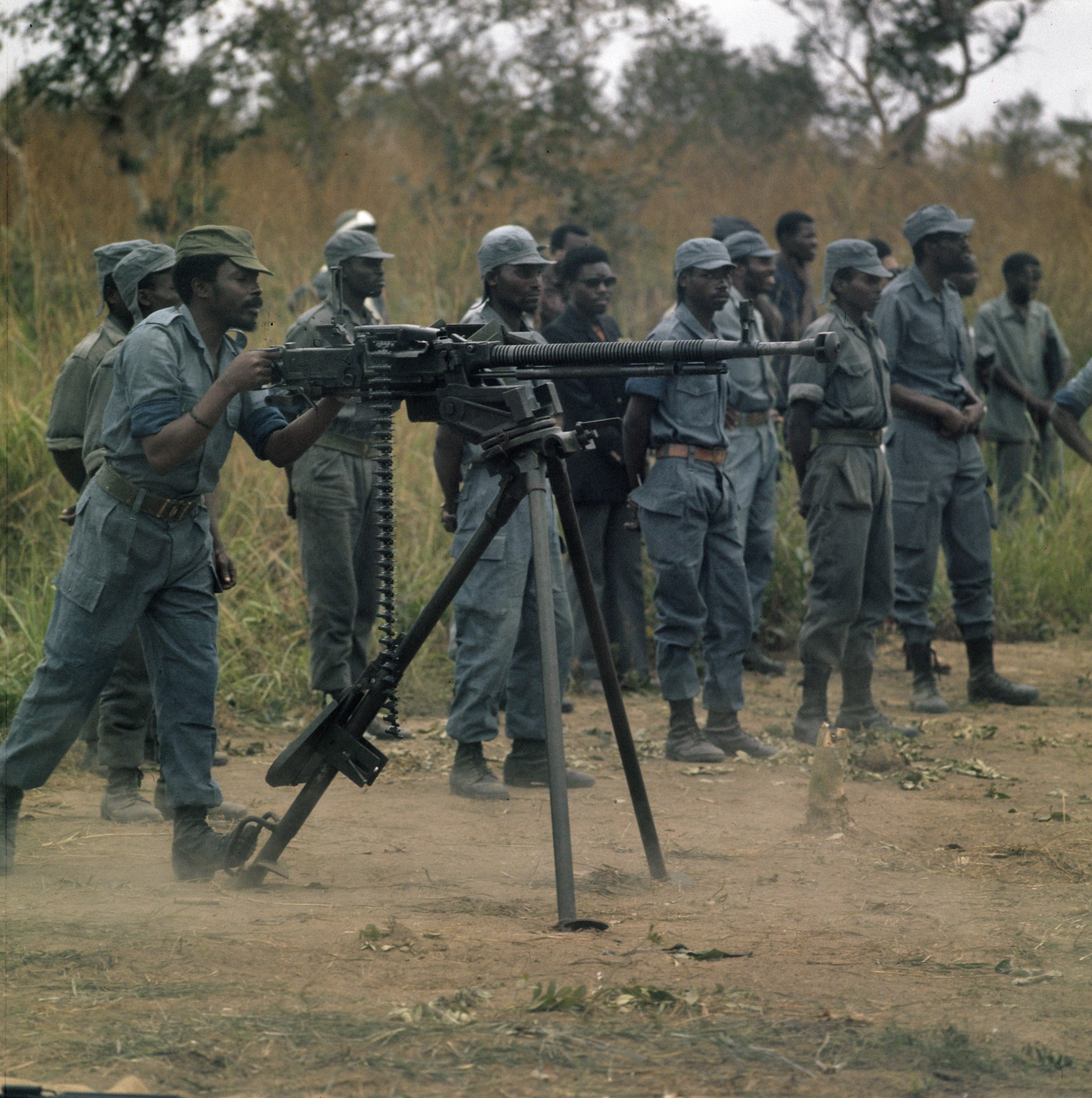
ザイールの練兵所で軍事訓練を受けるアンゴラ民族解放戦線の戦士達(1973)

1974年4月25日に宗主国のポルトガルでカーネーション革命が勃発し、独立戦争の行方が変わると、当初FNLAはMPLA、UNITAと共に1975年1月にポルトガルの新政権とアルヴォール協定を結び、三組織による暫定政権の設立で合意した。しかし、同年3月にFNLAとMPLAは首都ルアンダで衝突し、これをきっかけにUNITAと同盟したFNLAは後見を務めていたザイールと共にMPLAと敵対した。ザイール軍の直接介入を得たFNLA軍と南アフリカ防衛軍（SADF）の直接介入を得たUNITA軍は、キューバ革命軍の介入を得たMPLA軍によって破られ、1975年11月11日にMPLAはルアンダでアンゴラ人民共和国の独立を、FNLA＝UNITA連合はウアンボでアンゴラ民主人民共和国の独立を宣言した。
アンゴラの独立後もMPLAとFNLA＝UNITA連合の間の内戦は続いたが、MPLA政権は北部に地盤を持つFNLA及びカビンダ解放戦線(FLEC)を積極的に攻撃する一方で、FNLAとFLECの後見だったザイールのモブツ政権と1978年に、同じくFNLAとFLECを支援していたフランスとは1979年に、FNLAとUNITAを支援していた中華人民共和国とは1983年に国交を正常化し、後ろ盾を失ったFNLAとFLECの勢力は著しく減少した。

## 外国との関係
FNLAは基盤をコンゴ族の多いアンゴラ北部に置いており、アンゴラ独立戦争中は北隣のザイール（現在のコンゴ民主共和国）やアメリカの他、エジプト、ガーナ、イスラエル、フランス、ルーマニア、中国といった国々から支援を受け、さらにはアパルトヘイト時代の南アフリカとも関係を持っていた。このうち、アメリカ政府は、ジョン・F・ケネディ大統領時代の1961年からFNLAを支援し始めた。
アメリカは、本来、ザイールに供与されるべき支援のうち、その3分の1にあたる金額をFNLAとアンゴラ全面独立民族同盟（UNITA）に供与した。フランス政府は、軍事顧問1名を送ったほか、資金面では無利子による100万ポンドを貸与している。そして、中国は1964年からザイール経由でFNLAに対する軍事支援を開始し、最盛期には112名の軍事顧問を派遣している。
また、FNLAのメンバーは南アフリカ防衛軍第32大隊や南西アフリカ警察対不正規戦部隊の黒人隊員の多くを構成していたことで知られる。

## 脚註
1. 1 2  神戸(1987:218-219)
2. ↑  神戸(1987:219-220)
3. ↑  神戸(1987:220)
4. ↑  星、林(1978:262)
5. 1 2  星、林(1978:263)
6. 1 2  神戸(1987:222)
7. ↑  星、林(1978:263-264)
8. ↑  神戸(1987:223-225)
9. ↑  神戸(1987:226)
10. ↑  星、林(1978:264)
11. ↑  神戸(1987:226-227)
12. ↑  "China in Angola: An emerging energy partnership". The Jamestown Foundation. 2006.
13. ↑  青木(1984:119-120)
14. ↑  “Arms Transfers Database”. ストックホルム国際平和研究所. 2018年6月27日閲覧。
15. ↑  B. MacDonald, Scott (1993). European Destiny, Atlantic Transformations: Portuguese Foreign Policy Under the Second Republic: 1974–1992. p. 56.
16. 1 2  Binaifer Nowrojee, Bronwen Manby. Accountability in Namibia: Human rights and the transition to democracy (2001 ed.). Human Rights Watch. pp. 17–20. ISBN 1-56432-117-7.
17. ↑  De Lancey, Blaine (1992年11月). “…meanwhile, in South Africa, the bloody capitalist-apartheid regime remains…”.   Syracuse University. 2008年2月1日時点のオリジナルよりアーカイブ。2015年12月10日閲覧。